# Канага
Канаґа — активний стратовулкан у північній частині острова Канага Алеутських островів, штат Аляска, США. Вулкан Канага знаходиться у кальдері, яка формує дугоподібний гребінь Канатон на південь та схід від вулкана. Кратерне озеро займає південно-східну частину кальдери. Верхівка вулкана має кратер з фумарольною діяльністю.
Вулкан розташований приблизно за 25 км (16 миль) на захід від споруд ВМС США і порту острова Адак. Виверження вулкана відбувалося з перервами протягом більшої частини 1994 року. Принаймні один раз поселення Адаку було запорошено тонким вулканічним попелом.